# عماد المیزوری
عماد المیزوری (انگلیسی: Imad Mizouri؛ زادهٔ ۲۰ اکتبر ۱۹۶۶) بازیکن فوتبال است.

## باشگاهی
از باشگاه‌هایی که در آن بازی کرده‌است می‌توان به باشگاه فوتبال ستاره ساحلی اشاره کرد.

## تیم ملی
وی همچنین در تیم ملی فوتبال تونس بازی کرده است.